# کیم کیونگ-سون
کیم کیونگ-سون (انگلیسی: Kim Kyung-soon؛ زادهٔ ۱۰ دسامبر ۱۹۶۵) بازیکن هندبال اهل کره جنوبی است.